# Идрија (језеро)
Идрија (рус. Идрия) слатководно је језеро ледничког порекла смештено у источном делу Себешког рејона на југозападу Псковске области у Русији. Преко своје једине отоке, реке Идрице која из језера отиче са његове источне стране, језеро је повезано са басеном реке Великаје, односно са Финским заливом Балтичког мора. Најзначајније притоке су потоци Островно и Тјомни Рог.
Акваторија језера обухвата површину од око 0,9 km² (99 хектара). Максимална дубина језера је до 2 метра, односно просечна од око 1,5 m.
На његовој јужној обали налази се засеок Идрија.